# Júlio Pereira
Júlio Pereira GOIH (Moscavide, 22 de dezembro de 1953), de seu nome completo Júlio Fernando de Jesus Pereira, é um músico, compositor, multi-instrumentista e produtor português. 

## Percurso
A sua música caracteriza-se pela utilização de instrumentos tradicionais portugueses, como o cavaquinho e a viola braguesa. Apesar de ter iniciado a sua carreira como músico rock, nos grupos Petrus Castrus e Xarhanga mais tarde, começou a dedicar-se à música tradicional portuguesa. 
Destaque-se a sua colaboração com outros músicos como The Chieftains, Pete Seeger, José Afonso, Kepa Junkera, Carlos do Carmo, Chico Buarque ou Sara Tavares.

Júlio Pereira tem 20 discos de autor e participou em dezenas de discos de outros artistas. 
Em 2013, foi um dos fundadores da Associação Cultural Museu Cavaquinho com o objectivo de promover a prática do cavaquinho e documentar e preservar a história deste instrumento musical. 

## Discografia
Entre a sua discografia encontram-se: 
- 1971 - Marasmo - com Petrus Castrus
- 1972 - Tudo Isto, Tudo Mais - com Petrus Castrus
- 1973 - Acid Nightmare - com Xarhanga
- 1973 - Great Goat - com Xarhanga
- 1973 - Mestre - com Petrus Castrus
- 1975 - Bota-Fora - com Xarhanga
- 1976 - Fernandinho Vai ó Vinho
- 1978 - Lisboémia
- 1979 - Mãos de Fada [8]
- 1981 - Cavaquinho [9]
- 1983 - Braguesa
- 1983 - Nordeste[Single]
- 1984 - Cadói [10]
- 1986 - Os Sete Instrumentos
- 1986 - Portugal [11]
- 1987 - Miradouro
- 1990 - Janelas Verdes [12]
- 1990 - O Melhor de Júlio Pereira (Compilação)
- 1992 - O Meu Bandolim
- 1994 - Acústico
- 1995 - Lau Eskutar - com Kepa Junkera [13]
- 2001 - Rituais
- 2003 - Faz-de-Conta
- 2007 - Geografias
- 2010 - Graffiti [14]
- 2014 - Cavaquinho.pt, livro e cd editados pela editora Tradisom, ISBN: 9789728644352 [15]
- 2017 - Praça do Comércio (digibook e LP), editado pela editora Tradisom ISBN: 9789728644550
- 2024 - Rasgar (com livro)

## Prémios
- Ganhou em 1991 o Prémio José Afonso com o disco Janelas Verdes [16][17]
- A 9 de Junho de 2015, foi feito Grande-Oficial da Ordem do Infante D. Henrique [18][19]
- Ganhou o Prémio Pedro Osório 2018 da Sociedade Portuguesa de Autores, com o disco Praça do Comércio [20][21]
- Em 2018, volta a ganhar o Prémio José Afonso com o disco Praça do Comércio, no qual participaram nomes como António Zambujo, Pedro Jóia, Luanda Cozetti, Luís Peixoto e José Manuel Neto, entre outros. [17]
- Ganhou o Prémio de Melhor Álbum ou EP Instrumental, a primeira edição dos Prémios Play Tradicional, em 2025 [22][23]